# نادي البنك الأهلي المصري
نادي البنك الأهلي المصري الرياضي هو نادي مصري لرياضة كرة القدم، يتبع البنك الأهلي المصري ويقع مقره في القاهرة في مصر. يلعب النادي حاليًا في الدوري المصري الممتاز، وهو أعلى دوري في نظام الدوري المصري لكرة القدم. قاده المدير الفني محمد يوسف
في بداية الموسم، وحاليه يقوده المدرب خالد جلال، الرئيس الحالي للنادي :أشرف نصار
المدير التنفيذي:حاتم سمير
نادي البنك الاهلي هو من أقدم الاندية بمحافظة الجيزة لاكثر من 40 عام حيث يقع بجوار معهد القلب القومي بمنطقة الكيت كات
أبرز المدربين عن فريق كرة القدم بالنادي:أحمد شعبان حيث استمر في تدريب الفريق لعدة سنوات طويلة وساهم في صعود الفريق للدرجة الثانية في الدوري المصري
عمرو عبد الدايم مدير فني سابق لفريق وزارة الري وعمل بالمدرب العام والمدير الفني للفريق وهو أحد أبناء النادي وكان هداف الفريق وتولي أكثر من فريق في ناشئين النادي.
ولم يقدم النادي مستويات وأرقام كبيرة في موسمه التاريخي الأول في الدوري الممتاز، حيث لم يحصد حتى الآن من 26 مباراة سوى 25 نقطة فقط، ولا يزال يصارع بقوة من أجل الهروب من الهبوط بنهاية الموسم.

## الدوري المصري
| م  | الفريق             | لعب | ف | ت  | خ  | أ.له | أ.ع | أ.ف | نقاط |
| -- | ------------------ | --- | - | -- | -- | ---- | --- | --- | ---- |
| 11 | الإسماعيلي         | 34  | 9 | 13 | 12 | 35   | 38  | −3  | 40   |
| 12 | البنك الأهلي       | 34  | 9 | 12 | 13 | 35   | 40  | −5  | 39   |
| 13 | سيراميكا كليوباترا | 34  | 7 | 16 | 11 | 31   | 32  | −1  | 37   |

## قائمة اللاعبين
آخر تحديث في 25 أكتوبر 2022

ملاحظة: تشير الأعلام إلى المنتخب بحسب قواعد الأهلية المعتمدة من قبل الفيفا؛ تنطبق بعض الاستثناءات المحدودة. وقد يحمل اللاعبون أكثر من جنسية لا تعترف بها الفيفا.
| الرقم | البلد      | المركز | اللاعب          |
| ----- | ---------- | ------ | --------------- |
| 1     | مصر        | حارس   | أحمد صبحي عفيفي |
| 3     | مصر        | مدافع  | أحمد العش       |
| 4     | مصر        | وسط    | أحمد توفيق      |
| 5     | مصر        | وسط    | محمد فتحي محمد  |
| 6     | مصر        | مدافع  | محمود الجزار    |
| 7     | مصر        | وسط    | محمود قاعود     |
| 8     | مصر        | وسط    | محمود سيد       |
| 9     | مصر        | مهاجم  | ناصر منسي       |
| 10    | مصر        | وسط    | كريم بامبو      |
| 11    | غانا       | مدافع  | اساهاكى ياكوبو  |
| 12    | مصر        | مدافع  | عاصم صلاح       |
| 14    | مصر        | وسط    | محمد أحمد لعبة  |
| 15    | ساحل العاج | مهاجم  | رزاق سيسيه      |
| 16    | مصر        | حارس   | محمد أبو جبل    |
| 17    | مصر        | وسط    | أحمد سعيد محمد  |

| الرقم | البلد | المركز | اللاعب          |
| ----- | ----- | ------ | --------------- |
| 18    | مصر   | حارس   | محمود الزنفلي   |
| 20    | مصر   | مدافع  | أمير مدحت       |
| 21    | مصر   | وسط    | حسام الصانع     |
| 22    | مصر   | وسط    | إسلام جابر      |
| 23    | مالي  | وسط    | موسى دياوارا    |
| 24    | مصر   | مدافع  | أسامة إبراهيم   |
| 25    | مصر   | وسط    | محمد هلال       |
| 28    | مصر   | وسط    | حمدي علاء       |
| 29    | مصر   | مدافع  | أحمد ياسين      |
| 30    | مصر   | وسط    | محمد حامد       |
| 31    | مصر   | وسط    | إبراهيم السيد   |
| 37    | مصر   | مهاجم  | أسامة فيصل      |
| 40    | مصر   | وسط    | محمد مصطفى إيفا |
| 44    | مصر   | وسط    | أدهم حامد       |